# Filles de Sainte Anne de Ranchi
Ne doit pas être confondu avec Filles de Sainte Anne.
Les Filles de Sainte Anne de Ranchi sont une congrégation religieuse féminine enseignante et hospitalière de droit pontifical. C'est la première congrégation autochtone d'Inde de l'Est fondée par une indienne.

## Histoire
La congrégation est fondée à Ranchi le 26 juillet 1897, jour de la fête de sainte Anne, par Mère Marie Bernadette Prasad Kispotta (1878-1961) et trois compagnes indiennes avec l'autorisation de Paul Goethals (1832-1901), archevêque de l'archidiocèse de Calcutta. (À l'époque, Ranchi dépend de l'archidiocèse de Calcutta ; le diocèse de Ranchi est créé en 1927, il devient archidiocèse en 1953).
La direction de cette communauté est d'abord confiée aux sœurs de Notre-Dame-de-Lorette puis aux ursulines de Tildonk à partir de 1903. Les sœurs indiennes deviennent autonomes en 1920. Avec le consentement de la congrégation de la propagation de la foi, Oscar Sevrin, évêque de Ranchi, publie le décret d'érection canonique de l'institut le 30 septembre 1950.
L'institut est reconnu de droit pontifical le 8 avril 2002 par Jean-Paul II.

## Activités et diffusion
Les sœurs se consacrent à l'enseignement des jeunes, à la direction d'orphelinats et de pensions pour filles ainsi qu'à l'assistance aux malades dans les hôpitaux et dispensaires.
Elles sont présentes en Inde, Allemagne et en Italie.
La maison-mère est à Ranchi.
En 2017, la congrégation comptait 1141 sœurs dans 140 maisons.